# Sternwolke
Als Sternwolke werden in der Astronomie dichte Ansammlungen von Sternen im Lichtband der Milchstraße bezeichnet, die freiäugig nur als Nebelfleck erscheinen und meist physisch zusammengehören. Sie können
1. aus hellen Sternen eines nahen Spiralarms unserer Milchstraße bestehen oder
2. aus einer größeren Sterngruppe, die durch absorbierende Dunkelwolken eine scheinbar kompakte Form erhalten oder
3. ein naher bzw. besonders großer Offener Sternhaufen sein.

## Beispiele
Die bekanntesten Beispiele für diese drei Arten von Sternwolken sind am Sommerhimmel zu sehen:
- die Schildwolke im Sternbild Schild – zwischen Adler und Schütze
- der Mittelteil des Sternbildes Schwan, bevor sich die Milchstraße scheinbar teilt
- die kleine Sagittariuswolke im Schützen, deren Hauptteil dem Sternhaufen Messier 24 entspricht